# Danien
Danienalderen varede fra 65,5 til 61,7 millioner år og er nederste lag i Paleocæn. Danien er opkaldt efter Danmark.
I Danmark er Danien og Øvre Kridt domineret af aflejringer af kalksten, men i kridttiden ændredes aflejringsmønstret markant. Selve sedimentationsområdet var indskrænket, og lavvandssedimenter udgjorde et væsentligt indslag i kalkstenene fra Danien.
Danien er karakteriseret ved en generel havspejls-stigning, dog afbrudt af fire mindre fald. Disse afbrud er tydeligt markeret i sediment-fordelingen bl.a. på grund af de hyppigt forekommende lavvandssedimenter. Fire Tylocidaris søpindsvinearters pigge er ledefossiler for Daniens underinddeling.
Ved Faxe findes en egentlig koralbanke, hvor et åbent netværk af grenede koraller har samlet slam og andre sedimenter. Bjergarten er generelt stærkt hærdnet, men kan være meget porøs. Koralkalken dækker på ca. 2 km² og veksler med bryozobanker, der har vokset ind mod og over små koralbanker eller rev.
I kalkbruddet ved Faxe kan man finde mange fossiler af de mange havdyr der levede her: hajer, blæksprutter, krabber , fisk, søpindsvin, muslinger, snegle og mange flere. Der er fundet mere end 500 forskellige arter havdyr.
Ledefossiler for Danien: søpindsvinet Echinocorys, brachiopoden Terebratulla fallax, nautilen Hercoglossa danica og muslingen Pycnodonta vesicularis.

## Ekstern henvisning
- Fakse Kalk af FixFaxe Arkiveret 11. marts 2007 hos  Wayback Machine

36°09′13″N 8°38′55″Ø / 36.1537°N 8.6486°Ø
|  | Infoboks uden skabelon Denne artikel har en infoboks dannet af en tabel eller tilsvarende. |